# Tre vengono per uccidere
Tre vengono per uccidere (Three Came to Kill) è un film del 1960 diretto da Edward L. Cahn.